# Кутепов, Илья Олегович
Илья́ Оле́гович Куте́пов (род. 29 июля 1993, Ставрополь) — российский футболист, центральный защитник любительского клуба «Народная команда». Участник чемпионата мира 2018 года. Заслуженный мастер спорта России (2018).

## Клубная карьера
Начал заниматься футболом в футбольной школе ставропольского «Динамо» в возрасте 7 лет у тренера Игоря Витальевича Попова. Первоначально играл на позиции полузащитника.
Воспитанник футбольной академии имени Юрия Коноплёва, в 17 лет ездил на стажировку в лондонский «Челси». Начал карьеру за «Академию» Тольятти, выступавшую во втором дивизионе, зоне «Урал-Поволжье».
В ноябре 2011 года попал в сферу интересов петербургского «Зенита», но предложения так и не последовало. 11 июня 2012 года, после просмотра за дубль московского «Спартака» на международном турнире в Германии, где Кутепов провёл все матчи, заключил долгосрочный контракт с клубом.
10 декабря 2012 года дебютировал за основной состав «Спартака», выйдя на замену в компенсированное время в гостевом матче против «Рубина» (1:0).
Спустя почти три года, 1 ноября 2015 года, уже под руководством Дмитрия Аленичева, 22-летний Кутепов был включён в стартовый состав «Спартака» в домашнем матче с «Уралом» (0:1), составив пару центральных защитников с Сердаром Таски. 7 ноября отыграл полный матч против «Терека» в гостях (1:2), а 22 ноября вместе с Сальваторе Боккетти провёл весь матч в центре обороны против «Краснодара» (3:2).
В матче 17 октября 2020 года с «Химками» в конце второго тайма принял капитанскую повязку после замены Романа Зобнина (который был капитаном в матче из-за карантина Георгия Джикии). 12 декабря 2020 года в матче чемпионата России против «Сочи» (0:1) провёл свой 100-й матч за «Спартак».
1 июня 2022 года Кутепов объявил об уходе из «Спартака». Выступал за клуб с 2012 по 2022 год, проведя 114 матчей и забив два мяча, также в его активе 70 матчей и шесть мячей за «Спартак-2».
1 июля 2022 года на правах свободного агента заключил контракт на один сезон с московским «Торпедо» с опцией продления ещё на сезон. Дебютировал за клуб 14 августа 2022 года в матче 5-го тура чемпионата России против «Оренбурга» (0:1), выйдя в стартовом составе, а на 48-й минуте был удалён с поля.
25 апреля 2023 года «Чемпионат» сообщил о том, что Кутепов, как и капитан «Торпедо» Равиль Нетфуллин, отстранён от тренировочного процесса лично главным тренером клуба Жозепом Клотетом. Причиной, по словам Нетфуллина, стало «внесение негатива в тренировочный процесс». Позднее стало известно, что с тренировки также был выгнан Юрий Журавлёв.
6 июня 2023 года покинул клуб в связи с окончанием контракта.
6 сентября 2023 года московский «Велес», выступающий во второй лиге, объявил о заключении контракта с Кутеповым.

### Личная жизнь
Жена Диана. Сын Илларион, дочь София.

## Карьера в сборной
Выступал за юношеские сборные России 1992 и 1993 годов рождения. Вызывался в основную сборную в августе 2016 года на товарищеские матчи с Турцией и Ганой, однако на поле так и не вышел. В сборной России дебютировал 9 октября 2016 года в товарищеском матче против сборной Коста-Рики, выйдя в стартовом составе.
Кутепов был включён в состав сборной России на Кубок конфедераций 2017 года, но не сыграл на турнире ни одного матча.
Попал в окончательную заявку сборной на домашний чемпионат мира 2018 года и принял участие во всех трёх матчах сборной на групповом этапе — с Саудовской Аравией, Египтом, Уругваем. По результатам этих матчей сборная России заняла второе место в группе и вышла в плей-офф. В 1/8 сборная России обыграла сборную Испании (1:1, 3:4 по пен.), но в 1/4 проиграла сборной Хорватии (2:2, 3:4 по пен.). В плей-офф Кутепов также сыграл за сборную в обоих матчах.

## Статистика выступлений

### Клубная
| Выступление      | Выступление       | Выступление      | Лига | Лига | Кубки | Кубки | Еврокубки | Еврокубки | Итого | Итого |
| Клуб             | Лига              | Сезон            | Игры | Голы | Игры  | Голы  | Игры      | Голы      | Игры  | Голы  |
| ---------------- | ----------------- | ---------------- | ---- | ---- | ----- | ----- | --------- | --------- | ----- | ----- |
| Академия         | Второй дивизион   | 2010             | 7    | 0    | 0     | 0     | —         | —         | 7     | 0     |
| Академия         | Второй дивизион   | 2011/12          | 17   | 0    | 0     | 0     | —         | —         | 17    | 0     |
| Академия         | Итого             | Итого            | 24   | 0    | 0     | 0     | —         | —         | 24    | 0     |
| Спартак (Москва) | РФПЛ              | 2012/13          | 1    | 0    | 0     | 0     | 0         | 0         | 1     | 0     |
| Спартак (Москва) | РФПЛ              | 2014/15          | 0    | 0    | 1     | 0     | 0         | 0         | 1     | 0     |
| Спартак (Москва) | РФПЛ              | 2015/16          | 10   | 0    | 0     | 0     | —         | —         | 10    | 0     |
| Спартак (Москва) | РФПЛ              | 2016/17          | 24   | 0    | 0     | 0     | 2         | 0         | 26    | 0     |
| Спартак (Москва) | РФПЛ              | 2017/18          | 18   | 1    | 3     | 1     | 5         | 0         | 26    | 2     |
| Спартак (Москва) | РПЛ               | 2018/19          | 9    | 0    | 2     | 0     | 3         | 0         | 14    | 0     |
| Спартак (Москва) | РПЛ               | 2019/20          | 11   | 0    | 2     | 0     | 0         | 0         | 13    | 0     |
| Спартак (Москва) | РПЛ               | 2020/21          | 16   | 0    | 2     | 0     | —         | —         | 18    | 0     |
| Спартак (Москва) | РПЛ               | 2021/22          | 4    | 0    | 0     | 0     | 1         | 0         | 5     | 0     |
| Спартак (Москва) | Итого             | Итого            | 93   | 1    | 10    | 1     | 11        | 0         | 114   | 2     |
| → Спартак-2      | ПФЛ               | 2013/14          | 21   | 3    | —     | —     | —         | —         | 21    | 3     |
| → Спартак-2      | ПФЛ               | 2014/15          | 21   | 2    | —     | —     | —         | —         | 21    | 2     |
| → Спартак-2      | ФНЛ               | 2015/16          | 24   | 1    | —     | —     | —         | —         | 24    | 1     |
| → Спартак-2      | ФНЛ               | 2017/18          | 1    | 0    | —     | —     | —         | —         | 1     | 0     |
| → Спартак-2      | Первый дивизион   | 2021/22          | 3    | 0    | —     | —     | —         | —         | 3     | 0     |
| → Спартак-2      | Итого             | Итого            | 70   | 6    | —     | —     | —         | —         | 70    | 6     |
| Торпедо (Москва) | РПЛ               | 2022/23          | 9    | 0    | 5     | 0     | —         | —         | 14    | 0     |
| Торпедо (Москва) | Итого             | Итого            | 9    | 0    | 5     | 0     | —         | —         | 14    | 0     |
| Велес            | Вторая лига («А») | 2023/24          | 21   | 2    | 1     | 0     | —         | —         | 22    | 2     |
| Велес            | Вторая лига («А») | 2024/25          | 21   | 1    | 0     | 0     | —         | —         | 21    | 1     |
| Велес            | Итого             | Итого            | 42   | 3    | 1     | 0     | —         | —         | 43    | 3     |
| Всего за карьеру | Всего за карьеру  | Всего за карьеру | 238  | 10   | 16    | 1     | 11        | 0         | 265   | 11    |

### Матчи за сборную
| Матчи Кутепова за сборную России | Матчи Кутепова за сборную России | Матчи Кутепова за сборную России | Матчи Кутепова за сборную России | Матчи Кутепова за сборную России | Матчи Кутепова за сборную России |
| №                                | Дата                             | Оппонент                         | Счёт                             | Голы                             | Соревнование                     |
| -------------------------------- | -------------------------------- | -------------------------------- | -------------------------------- | -------------------------------- | -------------------------------- |
| 1                                | 9 октября 2016                   | Коста-Рика                       | 3:4                              | —                                | Товарищеский матч                |
| 2                                | 10 ноября 2016                   | Катар                            | 2:1                              | —                                | Товарищеский матч                |
| 3                                | 15 ноября 2016                   | Румыния                          | 1:0                              | —                                | Товарищеский матч                |
| 4                                | 24 марта 2017                    | Кот-д’Ивуар                      | 0:2                              | —                                | Товарищеский матч                |
| 5                                | 10 октября 2017                  | Иран                             | 1:1                              | —                                | Товарищеский матч                |
| 6                                | 23 марта 2018                    | Бразилия                         | 0:3                              | —                                | Товарищеский матч                |
| 7                                | 5 июня 2018                      | Турция                           | 1:1                              | —                                | Товарищеский матч                |
| 8                                | 14 июня 2018                     | Саудовская Аравия                | 5:0                              | —                                | Финальные матчи ЧМ-2018          |
| 9                                | 19 июня 2018                     | Египет                           | 3:1                              | —                                | Финальные матчи ЧМ-2018          |
| 10                               | 25 июня 2018                     | Уругвай                          | 3:0                              | —                                | Финальные матчи ЧМ-2018          |
| 11                               | 1 июля 2018                      | Испания                          | 1:1(п. 4:3)                      | —                                | Финальные матчи ЧМ-2018          |
| 12                               | 7 июля 2018                      | Хорватия                         | 2:2(п. 3:4)                      | —                                | Финальные матчи ЧМ-2018          |
| 13                               | 8 октября 2020                   | Швеция                           | 1:2                              | —                                | Товарищеский матч                |

Итого: 13 матчей / 0 голов; 4 победы, 2 ничьих, 7 поражений.

## Достижения

### Командные
Сборная России (мол.)
- Обладатель Кубка Содружества: 2013
- Итого : 1 трофей

«Спартак» (Москва)
- Чемпион России: 2016/17
- Победитель молодёжного первенства России: 2012/13
- Серебряный призёр чемпионата России: 2020/21
- Бронзовый призёр чемпионата России: 2017/18
- Обладатель Кубка России: 2021/22
- Обладатель Суперкубка России: 2017
- Итого : 4 трофея

«Спартак-2»
- Победитель ПФЛ (зона «Запад»): 2014/15
- Итого : 1 трофей

### Личные
- Почётная грамота Президента Российской Федерации (27 июля 2018 года) — за большой вклад в развитие отечественного футбола и высокие спортивные достижения[28]